# Boladé Apithy
Boladé Apithy (Dijon, 21 de agosto de 1985) es un deportista francés que compite en esgrima, especialista en la modalidad de sable. Está casado con la esgrimista Manon Brunet.
Participó en tres Juegos Olímpicos de Verano, entre los años 2012 y 2024, obteniendo una medalla de bronce en París 2024, en la prueba por equipos (junto con Sébastien Patrice, Maxime Pianfetti y Jean-Philippe Patrice).
En los Juegos Europeos de Cracovia 2023 consiguió una medalla de oro en la prueba por equipos. Ganó seis medallas en el Campeonato Europeo de Esgrima entre los años 2008 y 2022.

## Palmarés internacional
| Juegos Olímpicos   | Juegos Olímpicos        | Juegos Olímpicos  | Juegos Olímpicos  |
| Año                | Lugar                   | Medalla           | Prueba            |
| ------------------ | ----------------------- | ----------------- | ----------------- |
| 2024               | París (Francia)         | Medalla de bronce | Sable por equipos |
| Juegos Europeos    |                         |                   |                   |
| Año                | Lugar                   | Medalla           | Prueba            |
| 2023               | Cracovia (Polonia)      | Medalla de oro    | Sable por equipos |
| Campeonato Europeo |                         |                   |                   |
| Año                | Lugar                   | Medalla           | Prueba            |
| 2008               | Kiev (Ucrania)          | Medalla de plata  | Sable por equipos |
| 2009               | Plovdiv (Bulgaria)      | Medalla de bronce | Sable por equipos |
| 2010               | Leipzig (Alemania)      | Medalla de bronce | Sable individual  |
| 2011               | Sheffield (Reino Unido) | Medalla de plata  | Sable individual  |
| 2012               | Legnano (Italia)        | Medalla de plata  | Sable individual  |
| 2022               | Antalya (Turquía)       | Medalla de bronce | Sable individual  |